# Lijst van eetbare paddenstoelen

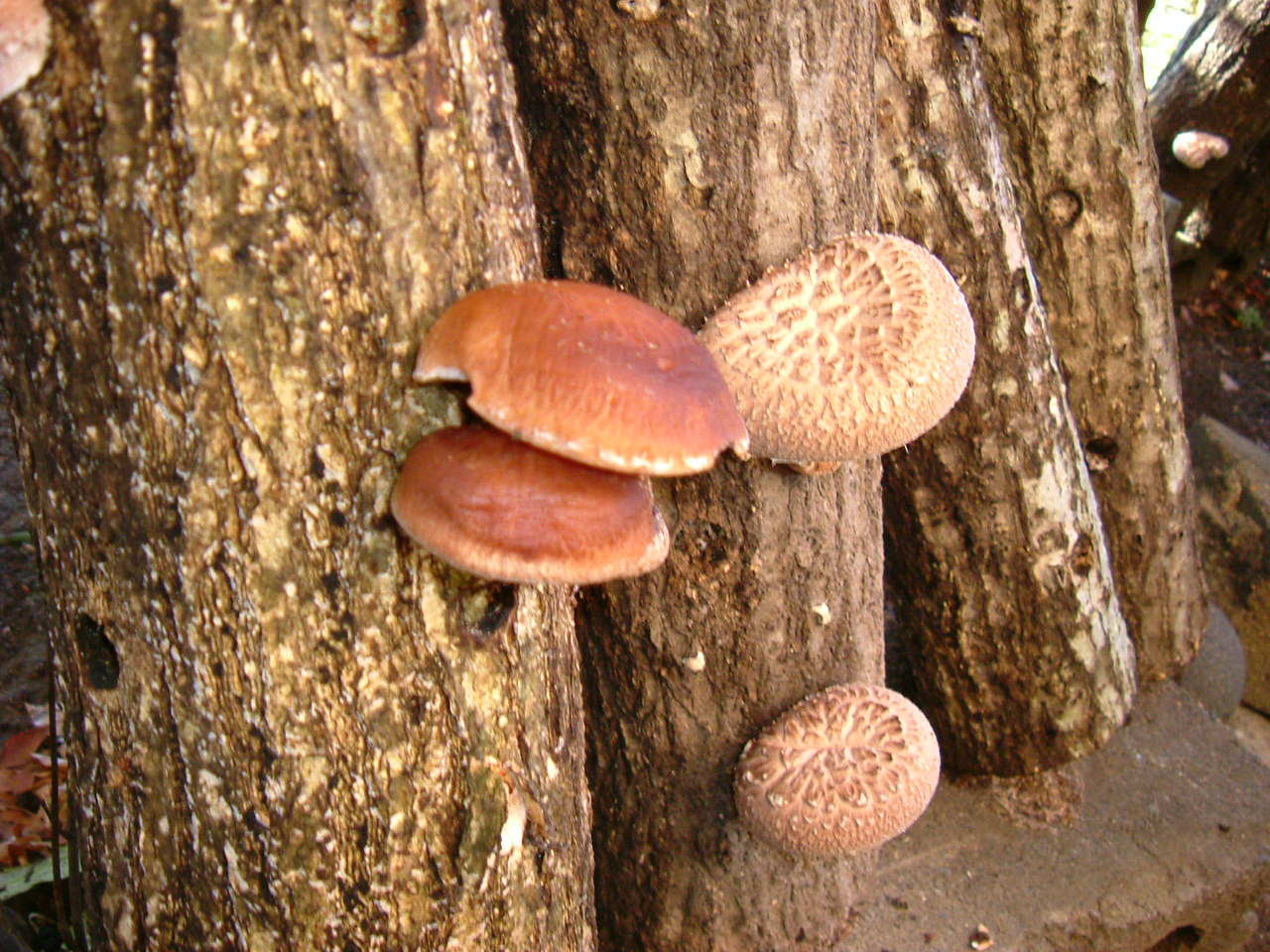
Shiitake

Dit is een lijst van eetbare paddenstoelen. Paddenstoelen zijn de vruchtlichamen van "hogere schimmels" of Dikaryomycota.
Er zijn duizenden soorten eetbare paddenstoelen die wereldwijd geoogst worden, en honderdduizend andere eetbare soorten. Naast de eetbaarheid van de paddenstoel is de smakelijkheid een belangrijke eigenschap. Sommige smakelijke soorten zijn zeer kostbaar omdat ze niet gecultiveerd kunnen worden, maar alleen in hun natuurlijke habitat gevonden moeten worden.

## Giftigheid
Onder de in het wild voorkomende paddenstoelen zijn diverse voor de mens giftige soorten. De mate van giftigheid verschilt tussen de soorten van dodelijk giftige paddenstoelen tot weinig giftige soorten die niet meer dan buikpijn of buikkramp veroorzaken. Sommige giftige soorten zijn in gekookte toestand eetbaar. Hallucinogene paddenstoelen worden ook gerekend onder de giftige soorten. Ook worden enkele soorten aangeduid als twijfelachtig.
Voor de mens giftige soorten zijn vaak niet giftig voor andere organismen, zoals slakken en (vliegen)maden. Omgekeerd: de door deze dieren aangegeten soorten zijn niet altijd eetbaar voor de mens. Er zijn geen eenvoudige huismiddeltjes om giftige paddenstoelen te onderscheiden van niet-giftige soorten.
Ruime kennis van de soorten is bij consumptie van in het wild verzamelde paddenstoelen van groot belang, omdat er soms een gelijkenis tussen eetbare en giftige soorten is, zoals de dodelijke groene knolamaniet (Amanita phalloides) die niet altijd zo groen is, maar soms vrijwel wit, en dan kan lijken op eetbare soorten. De versheid van verzamelde paddenstoelen is van invloed op de eetbaarheid (en op de smakelijkheid).

## Veel geconsumeerde paddenstoelen
- De champignon (Agaricus bisporus) is de meest gegeten paddenstoel ter wereld (38 % van de totale hoeveelheid gecultiveerde paddenstoelen) en kan gemakkelijk gekweekt worden. Dit type paddenstoel heet in het Frans: champignon de Paris.
- De gewone oesterzwam (Pleurotus ostreatus) is na de champignon wereldwijd de tweede meest gegeten eetbare paddenstoel (25 % van de totale hoeveelheid gecultiveerde paddenstoelen). China is de grootste producent. Verschillende andere soorten kunnen op cellulosehoudend materiaal groeien zoals op stro of zelfs op oude kranten. In het wild groeien ze het meest op (beuken)hout.
- De tropische beurszwam of rijst-stro-paddenstoel (Volvariella volvacea) is goed voor 16% van de wereldwijde consumptie van gecultiveerde eetbare paddenstoelen, maar is in Nederland minder bekend.
- De in Nederland en België als shiitake bekendstaande paddenstoel (Lentinus edodes) wordt voornamelijk gebruikt in de Aziatische keuken, en is goed voor nog eens 10% van de wereldwijde consumptie van gecultiveerde paddenstoelen.
- De morielje (Morchella sp.) behoort tot de Ascomycetes, en wordt voornamelijk in de late lente gevonden in open struikgewas op beboste terreinen of onbegroeid terrein, of bij ruïnes en tuinen, maar ook onder essen, iepen en appelbomen. De morieljes lijken enigszins op de giftige valse morielje (Gyromitra esculenta). Morieljes ruiken aangenaam naar muskus. Rauwe, niet bereide morieljes zijn giftig.[1]
- De hanenkam, dooierzwam of cantharel (Cantharellus cibarius) is een van de meest gewaardeerde en gemakkelijkst herkenbare van de niet cultiveerbare, eetbare paddenstoelen. Er zijn enige gelijkende, niet dodelijk maar ernstig giftige soorten paddenstoelen.
- Het gewoon eekhoorntjesbrood (Boletus edulis) is bekend om zijn wat nootachtige smaak. Het is een veelgezochte paddenstoel, gebruikt in een groot aantal culinaire schotels.
- Truffels behoren ook tot de groep van Ascomycetes, en er zijn verscheidene eetbare soorten, onder andere witte truffel (Tuber magnatum), zomertruffel (Tuber aestivum), zwarte truffel (Tuber melanosporum) en Tuber brumale. Het eetbare vruchtlichaam van de truffel groeit ondergronds op het mycorrhiza van enkele bomen zoals de eik, de populier en de hazelaar. Omdat truffels moeilijk te vinden zijn, gebruikt men vaak getrainde honden of varkens, die de paddenstoelen met hun scherpe reukzin opsporen. Truffels zijn daarom kostbaar, maar als delicatesse ook zeer gewild.
- De geschubde inktzwam (Coprinus comatus) wordt snel na het verzamelen geconsumeerd, omdat hij al gauw in een halfvloeibare zwarte inkt overgaat. Jong verzamelde, verse hoeden en stelen zijn eetbaar voordat verkleuring of vervloeiing optreedt. Echter, verwisseling kan voorkomen met de kale inktzwam (Coprinus atramentarius) die wegens het bevatten van coprine, dat dezelfde werking heeft als disulfiram, giftig is samen met het nuttigen van alcohol.
- Het gewone fluweelpootje (Flammulina velutipes) is een kleine zwam met een opvallend oranje, glanzend kleverige hoed. Hij groeit bij voorkeur op dood hout, maar ook op wondplekken van bomen. In de Japanse keuken is hij bekend onder de naam 'enokitake' of 'winterpaddenstoel'.
- De doodstrompet of hoorn des overvloeds (Craterella cornucopioides). De Franse naam is trompette de la mort. Men kan deze eetbare paddenstoel vinden in groepjes in loofbossen (beuken). Het vruchtlichaam is hol als een trompet.

## Minder gegeten soorten
| Nederlandse naam           | Wetenschappelijke naam     |
| -------------------------- | -------------------------- |
| Anijschampignon            | Agaricus arvensis          |
| Reuzenchampignon           | Agaricus augustus          |
| Appelrussula               | Russula paludosa           |
| Biefstukzwam               | Fistulina hepatica         |
| Gele stekelzwam            | Hydnum repandum (L.) Fr.   |
| Gewone fopzwam             | Laccaria laccata           |
| Grote parasolzwam          | Macrolepiota procera       |
| Grote sponszwam            | Sparassis crispa           |
| Grote stinkzwam            | Phallus impudicus          |
| Judasoor                   | Auricularia auricula-judae |
| Kastanjeboleet             | Imleria badia              |
| Knolparasolzwam            | Macrolepiota rhacodes      |
| Koeienboleet               | Suillus bovinus            |
| Paarse schijnridderzwam    | Lepista nuda               |
| Paarssteelschijnridderzwam | Lepista saeva              |
| Parelamaniet               | Amanita rubescens          |
| Pruikzwam                  | Hericium erinaceus         |
| Regenboogrussula           | Russula cyanoxantha        |
| Reuzenbovist               | Langermannia gigantea      |
| Roodbruine slanke amaniet  | Amanita fulva              |
| Voorjaarspronkridder       | Calocybe gambosa           |
| Weidechampignon            | Agaricus campestris        |
| Zwavelzwam                 | Laetiporus sulphureus      |
| Smakelijke russula         | Russula vesca              |
| Zwartwitte veldridderzwam  | Melanoleuca polioleuca     |